# 黒豹のバラード
『黒豹のバラード』（くろひょうのバラード 原題：Posse）は、1993年制作のアメリカ合衆国の西部劇映画。マリオ・ヴァン・ピーブルズ監督・主演。
サイ・リチャードソンの二人の祖父の実体験を基にした、アフリカ系アメリカ人を主人公にした異色の西部劇映画で、キャストの大半がアフリカ系アメリカ人の俳優・ミュージシャンで占められている。

## あらすじ
1898年、米西戦争中のキューバ。小隊を率いるアフリカ系アメリカ人の軍人ジェシー・リーは戦争のさなか、冷酷な上官グラハム大佐が敵の黄金を隠匿している事実を知ってしまい、仲間のリトル・J、ウィージー、オボボ、エンジェルともども罠にはめられ消されそうになる。
辛くも脱出したジェシー達はグラハムの追跡を逃れてアメリカへ戻り、ジェシーの故郷である西部の町フリーマンヴィル（自由の町）へと向かう。そこはアフリカ系アメリカ人が自由を謳歌出来る数少ない町だからだ。
しかし、フリーマンヴィルはもはやかつてのような自由な町ではなかった。鉄道が開通するため、ベイツ保安官を筆頭とする白人たちにより、アフリカ系アメリカ人に対する圧政が行なわれていたのだ。
かつての恋人ラナと再会し、安住を希望するジェシーだったが、白人の圧政に立ち向かわざるを得ない状況になっていく…。

## キャスト
- ジェシー・リー：マリオ・ヴァン・ピーブルズ
- リトル・J：スティーヴン・ボールドウィン
- グラハム大佐：ビリー・ゼイン
- ウィージー：チャールズ・レイン
- オボボ：トム・リスター・ジュニア
- エンジェル：トーン・ロック
- タイム神父：ビッグ・ダディ・ケイン
- ベイツ保安官：リチャード・ジョーダン
- ラナ：サリー・リチャードソン
- パパ・ジョー：メルヴィン・ヴァン・ピーブルズ
- プレストン：レジナルド・ヴェルジョンソン
- カーヴァー：ブレア・アンダーウッド
- ケーブル：アイザック・ヘイズ
- フィービー：パム・グリア
- ダブルトリー：リチャード・ガント
- トム保安官助手：リチャード・エドソン
- ヴェラ：ヴェスタ・ウィリアムス
- ジミー・ラヴ：スティーブン・J・キャネル
- 駅の歌手：アーロン・ネヴィル
- 語り手：ウディ・ストロード